# Bedlam (Marvel Comics)
Bedlam, il cui vero nome è Jesse Aaronson, è un personaggio dei fumetti pubblicato dalla Marvel Comics.

## Biografia del personaggio
Jesse Aaronson è rimasto orfano all'età di 5 anni dopo che i suoi genitori sono stati uccisi in un incidente automobilistico. Dopo di ciò, lui e suo fratello Christopher furono dati in affido separatamente. Jesse ha attraversato diverse case adottive a causa della sua instabilità emotiva ed è stato costretto a passare attraverso molti terapeuti prima di essere trasferito in un ospedale psichiatrico all'età di 13 anni. Fu sfruttato durante quel periodo da uno dei medici, che voleva usare i poteri nascenti di Jesse per compiere esperimenti su di lui e ha cercato di convincere Jesse che suo fratello era semplicemente frutto della sua immaginazione. Alla fine, Jesse fu salvato da Lucas Whyndam e finì nelle mani del Mutant Underground Support Engine (M.U.S.E.) del Professor Charles Xavier, un gruppo con l'obiettivo di salvare mutanti e addestrarli come agenti sul campo. Quando raggiunse l'età di 19 anni, Jesse decise di lasciare M.U.S.E. per rintracciare suo fratello una volta per sempre. Si è servito dell'aiuto della spia mutante ed ex membro X-Force, Domino, le ha offerto le informazioni relative all'ubicazione dell'unità Prime Sentinel di nome Ekaterina Gryaznova in cambio del suo aiuto. Gryaznova, che ora si chiama Gryphon, aveva impiantato un dispositivo nel corpo di Domino alcuni mesi prima, che diminuiva gravemente i suoi poteri mutanti. Entrando nella base, Domino fu catturata ma Bedlam riuscì a fuggire. Usando le sue risorse da M.U.S.E., riuscì a rintracciare X-Force a San Francisco e irrompere nel loro quartier generale, per chiedere aiuto. Il team è riuscito a liberare Domino e apparentemente uccidere Gryphon. Nel processo, Bedlam usò il suo potere per cortocircuitare l'impianto di Domino.
Mantenendo la sua parte dell'accordo, Domino è riuscita a trovare informazioni riguardanti la sua famiglia. I suoi genitori erano in realtà degli analisti informatici presso il Dipartimento di sicurezza nazionale. Hanno fatto visita all'ex supervisore dei suoi genitori, Dabney Saunders, che risiedeva in una casa di riposo, farfugliando frasi incoerenti. Domino, tuttavia, scoprì l'inserviente responsabile di Saunders che informava un uomo non identificato della loro visita. Sia Bedlam che Domino irruppero nella casa dell'uomo misterioso usando il potere di Jesse e furono successivamente attaccati da Magma e Paradigm. Bedlam ha usato i suoi poteri per distruggere l'elettronica di Paradigm, eliminando Magma nel processo. Tuttavia, sono stati sottomessi nientemeno che dal fratello di Jesse, Christopher. Christopher, chiamandosi King Bedlam, ha il potere di interrompere le funzioni superiori del cervello. Chris è stato etichettato come mutante all'età di sei anni dal N.S.D. ed è stato portato in un centro di ricerca dopo la morte dei loro genitori. All'età di 13 anni è fuggito, distruggendo la mente di Saunders nel processo. Aveva ora fondato una nuova squadra di Hellions e ha offerto un invito di adesione a Jesse, che ha accettato con piacere. Le vere intenzioni del gruppo, tuttavia, erano di rianimare l'Armageddon Man al fine di ricattare il governo degli Stati Uniti per pagare un miliardo di dollari. X-Force riuscì a sottomettere l'Armageddon Man, ma i New Hellions riuscirono a fuggire. Jesse è stato invitato a unirsi a X-Force, avendo scoperto che era suo fratello responsabile della morte dei loro genitori.
Dopo diverse missioni con la squadra, Jesse ha imparato le arti marziali attraverso una "scatola di Delphi" datagli da Peter Wisdom. Il team ha anche appreso della singolare condizione di Bedlam, che lo ha costretto a prendere farmaci per mantenere il suo potere nel frenare il cervello. Dopo che l'Alto Evoluzionario rimosse il potere di ogni mutante e successivamente lo ripristinò, la squadra assunse una nuova direzione. Peter Wisdom era ora il capo della X-Force, mentre Domino e Moonstar avevano smesso. La saggezza insegnò loro come usare le loro nuove abilità. Nel caso di Jesse, poteva generare un impulso elettromagnetico, interrompere le macchine entro una certa distanza senza dover essere in contatto fisico con il bersaglio, e potrebbe anche interrompere le risposte neuronali da una certa distanza proprio come suo fratello. Rimase con la squadra fino alla loro apparente morte dove usò il suo potere per distruggere una colonia aliena sotterranea.
Dopo che un nuovo gruppo di mutanti della "pop star" ha iniziato a chiamarsi X-Force, la squadra originale si è scontrata durante la conferenza stampa. L'unico membro mancante era Jesse. Mesi dopo, quando un gruppo chiamato Church of Humanity ha crocifisso alcuni mutanti sul prato della villa, Jesse è stato trovato tra loro. L'Arcangelo usò il suo sangue curativo per far rivivere Magma e Jubilee, ma, a quanto pare, Jesse, tra molti altri, non ebbe la stessa fortuna; o così venne creduto.
Jesse riappare molto più tardi durante le rivolte mutanti in tutto il mondo durante l'ordine di Proposition X di Norman Osborn; che richiedeva a tutti i mutanti di registrarsi sotto il governo. Pur avendo mantenuto la sua mutazione dopo gli eventi del M-Day, Jesse insieme ad Avalanche ed Erg, guidò una delle marce che fu prontamente messa a riposo da Ares. Non è noto se si sia trasferito verso la posizione degli X-Men sull'isola di Utopia.

## Altre versioni

### Era di Apocalisse
In questa realtà, ha lavorato per Sinister nelle sue penne, insieme a suo fratello, che si chiama Terrence. Alla fine ha attivato Havok, per aiutare Cyclops e Jean Gray a fuggire dalle penne.

## Poteri e abilità
Bedlam ha potere del  campo bioelettrico che interrompe i sistemi meccanici ed elettrici. Dopo un intenso allenamento con Pete Wisdom, Bedlam è stato in grado di influenzare i macchinari a distanza piuttosto che al tatto. Bedlam potrebbe anche influenzare direttamente le risposte elettrochimiche di un cervello vivente per indurre stati come dolore o sonno, generare impulsi elettromagnetici e tracciare gli altri con la loro firma bio-emp unica.

## In altri media

### Cinema
- Bedlam appare in Deadpool 2, interpretato da Terry Crews e doppiato da Tony Sansone.[2]